# Professionshøjskolen UCC

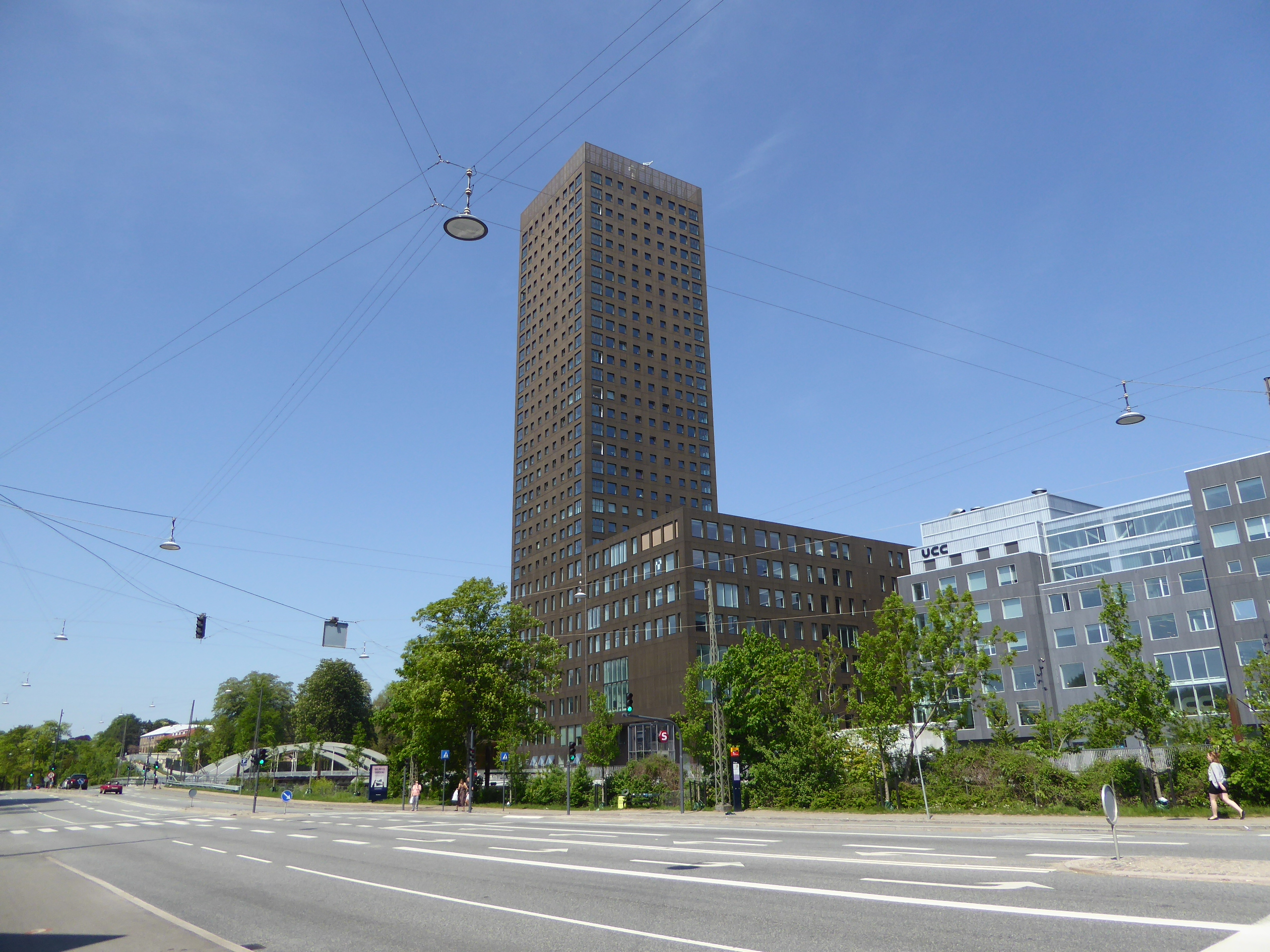
Professionshøjskolen UCC vid sidan av Bohrs Tårn i Carlsberg Byen, 2018

Professionshøjskolen UCC – University College Capital var en dansk yrkeshögskola i Köpenhamn.
Danmark organiserade om yrkeshögskoleväsendet efter ett beslut om en ny lag för området av Folketinget i juli 2007. Undervisningsministern etablerade i januari 2008 med hänvisning till § 50 i Loven om professionshøjskoler åtta yrkeshögskolor. Reformen följde på Europeiska Unionens Bolognaprocessen med nya former för ackreditering för att uppfylla kraven på att vara ett "University college".  
I Köpenhamn bildades Professionshøjskolen UCC – University College Capital. De berörda utbildningsinstitutionerna var tidigare 22 självständiga så kallade "MVU":r (mellemlange videregående uddannelser) och var ingick 2000–2007 i organisationsformen "CVU" (center for videregående uddannelse).
Professionshøjskolen UCC hade mer än 15.000 studenter fördelade på avdelningar i Storkøbenhavn, Hillerød och på Bornholm. Fysiskt samlades i september 2016 skolans utbildningar på Sjælland i två stora campus. Då invigdes också Campus Carlsberg i Carlsberg Byen.
I mars 2018 sammanslogs Professionshøjskolen UCC med Professionshøjskolen Metropol till Københavns Professionshøjskole.